# Paulo Roberto Cordeiro
Paulo Roberto Cordeiro (Irati, Paraná, 20 de agosto de 1954), é um engenheiro florestal e ex-deputado federal filiado ao PR e PTB.
Em 1994, foi eleito deputado federal do Paraná, tendo sido o terceiro mais votado, foi Secretário de Estado de Desenvolvimento Econômico no Rio Grande do Norte, Vice-Presidente de serviços dos Correios  e hoje atua apenas no setor privado.

## Vida política
Paulo Roberto ingressou na política em 1982, quando filiou-se ao Partido do Movimento Democrático Brasileiro (PMDB).
Em 1990, ele saiu do PMDB ficando momentaneamente sem partido, até filiar-se em 1992 ao Partido Trabalhista Brasileiro (PTB).
No pleito de outubro de 1994, disputou uma vaga na Câmara dos Deputados e foi eleito. Tomou posse em fevereiro de 1995 e foi membro titular da Comissão de Ciência e Tecnologia, Comunicação e Informática da Câmara. Deixou a Câmara em janeiro de 1999, não tendo concorrido à reeleição no ano anterior. Em 2015 exerceu o cargo de Secretário de Estado de Desenvolvimento Econômico no Rio Grande do Norte, respondendo pelas áreas de Indústria e Comércio, Energia, Ciência, Tecnologia e Inovação.